# Monolopia
Monolopia es un género de plantas con flores de la familia  Asteraceae.  Comprende 11 especies descritas y de estas, solo 5 aceptadas.

## Taxonomía
El género fue descrito por Augustin Pyrame de Candolle y publicado en Prodromus Systematis Naturalis Regni Vegetabilis 6: 74. 1837[1838]. La especie tipo es: Monolopia major DC.
Etimología
Monolopia: nombre genérico que proviene de las palabras griegas monos, que significa "simple", y lopos, "cáscara", aludiendo a las brácteas.

## Especies
A continuación se brinda un listado de las especies del género Monolopia aceptadas hasta julio de 2012, ordenadas alfabéticamente. Para cada una se indica el nombre binomial seguido del autor, abreviado según las convenciones y usos.
- Monolopia congdonii (A.Gray) B.G.Baldwin
- Monolopia gracilens A.Gray
- Monolopia lanceolata Nutt.
- Monolopia major DC.
- Monolopia stricta Crum